# Nikolaus Amrhein

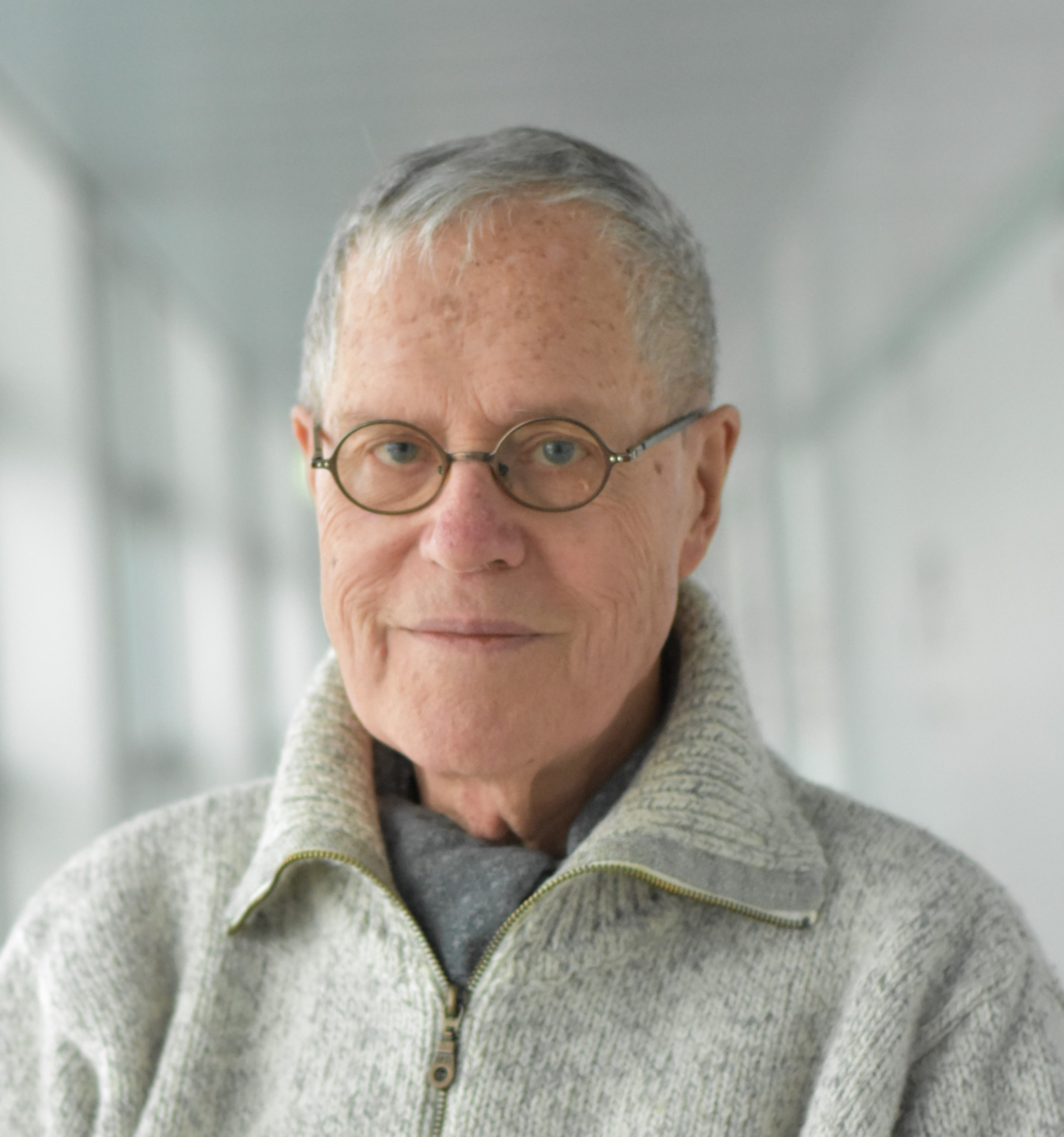
Nikolaus Amrhein (2022)

Nikolaus Amrhein (* 12. November 1942 in Ründeroth) ist ein deutscher Pflanzenphysiologe und Botaniker. Von 1987 bis zu seiner Emeritierung im Jahr 2008 war er ordentlicher Professor für Biochemie und Physiologie der Pflanzen am Institut für Pflanzenwissenschaften der ETH Zürich.

## Leben
Nikolaus Amrhein studierte Botanik, Zoologie und Biochemie an der Universität München und schrieb seine Doktorarbeit dort 1969 bei Meinhart H. Zenk am Botanischen Institut. Nach einem zweijährigen Aufenthalt als Research Associate am MSU/AEC Plant Research Laboratory in East Lansing, Michigan, USA, wurde er wissenschaftlicher Assistent am Lehrstuhl für Pflanzenphysiologie der Ruhr-Universität Bochum, habilitierte sich 1974 für Botanik und wurde 1976 zum wissenschaftlichen Rat und Professor für Hormonphysiologie der Pflanzen ernannt. 1980 übernahm er den Lehrstuhl für Pflanzenphysiologie der Ruhr-Universität und war 1984 bis 1987 Dekan der Fakultät für Biologie. 1987 wurde er als Professor für Pflanzenwissenschaften an die ETH Zürich berufen. Im Jahr 1991 wurde er zum Mitglied der Leopoldina gewählt. 1992 bis 1996 war er Vorsteher der Abteilung für Biologie. Seit 1992 ist er ordentliches Mitglied der Academia Europaea. 2012 wurde er zum korrespondierenden Mitglied der Bayerischen Akademie der Wissenschaften gewählt.

## Forschungsarbeiten
Schwerpunkte seiner Forschung sind Stoffwechselprozesse in Pflanzen, insbesondere die Biosynthese der aromatischen Aminosäuren und phenylpropanoider Verbindungen und der daran beteiligten Enzyme. Er ist Managing Editor der Zeitschrift Plant Cell Reports, Mitglied des Forschungsrates des Schweizerischen Nationalfonds und gewähltes Mitglied verschiedener Akademien und wissenschaftlicher Gesellschaften.